# Beat Arnold
Pour les articles homonymes, voir Arnold.
Beat Arnold, né le 24 avril 1978 à Altdorf (originaire d'Unterschächen) et mort le 10 octobre 2021 à Lucerne, est une personnalité politique suisse, membre de l'Union démocratique du centre. Il est conseiller d'État du canton d'Uri d'août 2010 à mai 2016 et conseiller national de novembre 2015 à décembre 2019.

## Biographie
Beat Arnold naît le 24 avril 1978 à Altdorf, dans le canton d'Uri. Il est originaire d'une autre commune du canton, Unterschächen.
Après une maturité de type C (scientifique) en 1999, il décroche un diplôme d'ingénieur civil en 2004 à la Haute École de Lucerne, puis un master en sciences économiques de la même école en 2009. Il obtient également un diplôme de consultant en développement personnel de l'Université de Salzbourg en 2016.
Il est contremaître dans une entreprise de construction de 2005 à 2008, puis chef de projet aux CFF de 2009 à août 2010,,. Après son retrait du Conseil national, il exerce en tant que consultant en développement personnel,.
Marié et père de trois enfants, il habite à Schattdorf.
Il meurt le 10 octobre 2021 à l'hôpital cantonal de Lucerne des suites d'un cancer du cerveau.

## Parcours politique
Il siège au Grand Conseil du canton d'Uri de septembre 2006 à juillet 2010, où il est chef du groupe de l'Union démocratique du centre (UDC) à partir du 1er août 2008,.
Il accède au Conseil d'État en août 2010, succédant à Markus Stadler. Il y est chef du département de la sécurité jusqu'en mai 2016. Il est le premier représentant de l'UDC au gouvernement cantonal,,,.
Aux élections fédérales de 2015, il parvient à décrocher le premier siège uranais de l'UDC au Conseil national en distançant largement ses concurrents : il récolte 6 409 voix contre 3 903 à la candidate du Parti démocrate-chrétien et 3 821 à la candidate des Verts. Il siège à la Commission de la politique de sécurité (CPS).
Ayant dû subir une opération en 2018 pour retirer une tumeur au cerveau, il ne se représente pas aux élections de 2019.